# Giuseppe Maria Orlandini
Giuseppe Maria Orlandini (4 de abril de 1676—24 de octubre de 1760) fue un compositor italiano del barroco, conocido principalmente por sus más de 40 obras e intermezzos. Fue muy elogiado y respetado por musicólogos contemporáneos a él, como Francesco Saverio Quadrio, Jean-Benjamin de La Borde y Charles Burney. Orlandini, a la par que Vivaldi, es considerado uno de los más importantes creadores del nuevo estilo de ópera que dominaba la segunda década del s. XVIII.

## Biografía
Nació en Florencia, donde empezó su carrera profesional como compositor de ópera para el príncipe Ferdinando de' Medici. Su primera ópera, Artaserse se estrenó en Livorino en 1706. Tuvo un éxito moderado y el trabajo fue recuperado en Nápoles en 1708. En el 1711 se le dio el puesto de maestro de capilla del Príncipe Gian Gastone (más adelante Duque de la Toscana). En 1711 se mudó a Bolonia, donde conoció a la cantante de ópera Maria Maddalena Buonavia, con la que se casaría. Siguió trabajando y viviendo en dicha ciudad quince años más.
El primer gran éxito de Orlandini fue la ópera Antigona que se estrenó en Venecia durante el carnaval de 1718. Su obra se popularizó y fue representada por Europa. En 1719 se hizo miembro de la Accademia Filarmonica di Bologna. Ese mismo año se estrenó su intermezzo Il marito giocatore (también conocido como Serpilla e Bacocco) en Venecia. Éste pasó a ser uno de los dramas musicales más representados del s. XVIII. Otro intermezzo suyo que triunfó y que fue representado en muchos teatros de Europa fue L'impresario delle Isole Canarie (cuya música se ha perdido).
En el 1721 se vio frente a dos grandes éxitos: su ópera Arsace, una revisión de su obra Amore e maestà, que se estrenó en el King's Theatre de Londres y fue muy bien recibida por los críticos. Por otro lado su ópera Nerone se estrenó para el carnaval de Venecia y también fue un gran éxito, haciendo que ambas obras se hicieran famosas en Europa. 
Orlandini marchó de Bolonia para volver a Florencia en 1732, convirtiéndose en el maestro de capilla de la corte de los Medici y de la Basílica di Santa Maria del Fiore. Mientras ocupaba dichos puestos, continuó con su trabajo como compositor de óperas, proveyendo de forma regular obras para dos teatros de Florencia: La Pergola y Il Cocomoero. Su última obra sería la commedia per musica Lo scialacquatore, que se estrenó el 14 de septiembre de 1744 en Il Cocomero. Finalmente, murió en Florencia el 24 de octubre de 1760.